# Plany sobre el cos de Crist mort
Plany sobre el cos de Crist mort és una pintura de Paolo da San Leocadio datada cap a 1507. Va ser adquirida pel Museu Nacional d'Art de Catalunya el 1956 de la col·lecció Muntadas. L'obra procedeix probablement del monestir de Santa Clara de Gandia (València).

## Descripció
En primer terme, d'esquerra a dreta, apareixen Maria Magdalena, Maria Cleofàs, la Mare de Déu, sant Joan, sant Nicodem amb les tenalles i Salomé. Darrere hi ha Josep d'Arimatea amb la corona d'espines, i un servidor seu amb els tres claus de la Passió. En el fons hi ha un paisatge i un parell d'escenes: un grup de soldats rematant els cossos de Dimes i Gestes, els dos lladres crucificats amb Crist, i un altre conjunt amb un genet i tres soldats d'esquena. El paisatge presenta un riu, turons, cel, núvols, i inclou un conjunt emmurallat que representa l'antiga Jerusalem amb aspecte de poblat medieval.

## Anàlisi
Es tracta d'una escena de dolor en els episodis de la vida de Jesucrist, el moment que comença el plany per Crist després de ser davallat de la creu del seu martiri.

## Història
Paolo da San Leocadio era natural d'una vila situada dins el ducat de Mòdena, pròxima a Ferrara, lloc on hauria adquirit la formació pictòrica al costat de mestres com Cosme Tura, Francesco del Cossa i Ercoli de Roberti. San Leocadio arribà a València el 1472 per fer l'altar major de la catedral, gràcies a Roderic de Borja, futur papa Alexandre VI. El 1945, Leandro de Saralegui va observar que el Plany sobre el cos de Crist mort s'adeia amb la factura de San Leocadio, i, en efecte, l'estil de l'obra es correspon amb un parell de retaules contractats a Gandia, fets
pel pintor italià cap al 1507.